# Shallow Hal
 Shallow Hal és una pel·lícula estatunidenco-alemanya dirigida per Bobby Farrelly i Peter Farrelly, estrenada el 2001.

## Argument
En el seu llit de mort, el reverend Larson recomana al seu fill Hal, de 9 anys, de no sortir més que amb dones boniques, consell que posa àmpliament en pràctica una vegada convertit en adult. Però, un dia, en una avaria en un ascensor, es troba amb un guru de suport, Tony Robbins, que l'hipnotitza de tal manera que no pugui més veure que la bellesa interior de les dones. És així com Hal coneix Rosemary, una dona molt grassa de la qual té una visió magnífica i adorable. La seva relació sobreviurà quan l'amic d'Hal decideixi trencar l'encant creat per la hipnosi ?

## Repartiment
- Gwyneth Paltrow: Rosemary Shanahan
- Jack Black: Hal Larson
- Jason Alexander: Mauricio Wilson
- Joe Viterelli: Steve Shanahan
- Rene Kirby: Walt
- Bruce McGill: Reverend Larson
- Anthony Robbins: Tony Robbins
- Susan Ward: Jill
- Zen Gesner: Ralph Owens
- Nan Martin: Tanya Peeler
- Brooke Burns: Belle/Horrible Katrina
- Rob Moran: Tiffany, Hostessa del Manly

## Cançons
- Phoenix (Too Young)
- Glen Ballard (Wall in Your Heart)
- Kekama Emmsley (Never Forget Where I'm From)
- Shelby Lynne (Wall in Your Heart)
- Ellis Paul (Sweet Mistakes)
- Rosey (Afterlife)
- Tigi Tapusoa (Never Forget Where I'm From)